# Aeroport d'Oslo-Gardermoen
L'Aeroport d'Oslo-Gardermoen (en noruec, Oslo lufthavn, Gardermoen) (codi IATA: OSL, codi OACI: ENGM) és el principal aeroport de la capital de Noruega, Oslo. És també l'aeroport internacional més gran del país, amb vols a un gran nombre d'aeroports europeus, i alguns cap a altres continents, incloent Amèrica del Nord i Àsia. Està localitzat a Gardermoen, al municipi d'Ullensaker, 48 km al nord-est d'Oslo.
Construït com un camp de vols militar, Gardermoen va ser engrandit i obert de nou el 1998 com a aeroport comercial. Més de 24 milions de passatgers van passar per l'aeroport d'Oslo el 2007, la qual cosa representa un increment d'1,3 milions de passatgers (un 7,8 %) des de 2014. L'aeroport té dues pistes paral·leles de 2950 m i 3600 m, 34 fingers i 5 portes regionals, 64 mostradors de facturació i 71 posicions per a avions.
A més del seu paper com a aeroport internacional, Gardermoen és un dels centres d'operacions de Scandinavian Airlines i Norwegian Air Shuttle i un aeroport important per Widerøe. L'aeroport funciona com un centre d'operacions nacionals, en tenir 25 destinacions domèstiques, 16 de les quals són operades amb avions de reacció. Set són operades per contracte amb el govern noruec, utilitzant per a ells avions regionals.
L'aeroport de Sandefjord-Torp també atén a Oslo, principalment amb aerolínies de baix cost i aerolínies regionals. No obstant això, Torp es troba a més del doble de distància de la ciutat que Gardermoen. Al febrer del 2008, un tercer aeroport, l'aeroport de Moss-Rygge, també va començar a atendre a aerolínies privades.

## Història

### Militar i secundari
L'armada noruega-danesa va començar a utilitzar Gardermoen com a base des de principis del 1740, quan s'anomenava Fredericksfeldt. El primer vol va tenir lloc el 1912, i el 1920 hi havia multitud d'hangars a l'aeroport.
Quan els alemanys van envair Noruega durant la Segona Guerra Mundial, van bombardejar l'aeroport, però poc després el van reconstruir amb dues pistes de 2000 metres.
Dins del conflicte armat, Gardermoen va ser utilitzat, tant per a vols xàrter com per intercontinentals. Les operacions militars també utilitzaven l'aeroport per a les seves finalitats. Els vols xàrter es van efectuar des del 1972 a Gardermoen en lloc de Fornebu a causa de la falta de slots a l'est, mentre que els vols intercontinentals ja s'operaven des de Gardermoen perquè la pista de Fornebu era massa curta. Tant solament durant els 90 SAS va posar els seus vols a Nova York des de Fornebu. Després del trasllat i fins que la nova terminal i altres instal·lacions van ser obertes en 1998, l'aeroport va romandre estancat en el nombre dels vols comercials, així com es veien de tant en tant vols militars.

### Cercant un nou aeroport
Després que Gressholmen (mar) i l'aeroport de Kjeller (terra) haguessin atès Oslo com els seus aeroports, el nou aeroport d'Oslo-Fornebu es va obrir el 1939. Però als anys 80, l'aeroport va començar a experimentar greus problemes de capacitat. L'aeroport tenia una única pista, el qual no tenia slots a l'aeroport als matins així com en les hores punta de la tarda. Això va fer impossible que l'aeroport formés part activa del mercat aeri després de la desregularització, ja que potencials aerolínies no tindrien accés a l'aeroport de Fornebu. Com l'aeroport de Fornebu va ser construït en una península, no es podia construir una nova pista pels problemes d'espai presents. Aquest aeroport, a més, mancava de transport públic, en no tenir tren lleuger o via de ferrocarril. L'aeroport es trobava localitzat molt proper del centre de la ciutat i al costat d'una zona residencial, causant nombrosos problemes de contaminació acústica.
Hi havia moltes localitzacions possibles per al nou aeroport principal d'Oslo, com ara Hobøl, Hurum, Kroer, Ås i Gardermoen. Encara que el procés polític sobre la localització de l'aeroport va començar als 50, la primera decisió ferma sobre la ubicació del nou aeroport no va arribar fins al 1988, quan es va decidir construir un aeroport a Hurum. Però les condicions meteorològiques van demostrar que era molt freqüent la presència de fortes boires a Hurum, i la decisió va ser suprimida.
El 8 d'octubre de 1992, el parlament noruec va prendre la decisió final de construir el nou aeroport a Gardermoen.

### OSL Gardermoen
Una nova companyia, Oslo Lufthavn AS, es va encarregar de l'operació dels aeroports de Gardermoen i Fornebu. La decisió del parlament significava que l'aeroport seria construït amb finançament propi, i s'hauria de crear una companyia limitada pròpia per finançar el nou aeroport. El cost total de la construcció de l'aeroport va ser d'11.400 milions de NOK que va ser totalment pagat per la nova companyia i els beneficis d'operació de l'aeroport serien utilitzats per esmenar el deute contret. La companyia també gestiona l'aeroport de Fornebu des de l'1 de gener de 1997. Oslo Lufthavn AS té com a filial a Avinor AS, l'administració d'aeroports civils noruecs.
Una nova via ferroviària d'alta velocitat, Gardermobanen, va ser construïda al mateix temps que l'aeroport. Els trens surten de l'aeroport a l'Estació Central d'Oslo sis vegades cada hora. Va ser la primera via de ferrocarril d'alta velocitat construïda a Noruega i és actualment operada per Flytoget a 210 km/h.
Gardermoen es va convertir en el principal aeroport d'Oslo el 8 d'octubre de 1998, quan l'Aeroport de Fornebu va ser tancat excepte per a algunes instal·lacions d'hidroavions. L'operació de canvi d'aeroport es va produir en el transcurs de la nit en un moviment d'elevades proporcions. El nou aeroport té una capacitat de 17 milions de passatgers a l'any i 80 operacions per hora. Després de l'obertura de Gardermoen, l'augment del nombre de slots i l'arribada d'una nova aerolínia de baix cost, Color Air, va produir una gran guerra de preus a l'aeroport, que no va concloure fins al 1999 quan Color Air va cancel·lar les seves operacions. Durant aquest període hi havia almenys prop de 50 vols diaris entre Gardermoen i Bergen, Stavanger i Trondheim.
El 1999, Northwest Airlines va operar breument un vol entre Oslo i Minneapolis durant uns mesos amb els seus avions del tipus DC-10, abans de cancel·lar el vol a causa de les baixes ocupacions. A l'octubre de 2001, l'únic vol intercontinental que hi havia, a Nova York (Newark), amb avions Boeing 767-300 de SAS, va ser igualment cancel·lat. El 2004, Continental Airlines va reprendre els vols d'aquesta ruta. Hi ha també un vol regular al Pakistan, i alguns vols xàrter a Tailàndia i alguns països més d'altres continents. El 2002 Norwegian Air Shuttle va començar a operar utilitzant Gardermoen com el seu aeroport principal. L'aerolínia opera a 50 destinacions internacionals i 10 destinacions domèstiques. El 18 de gener de 2006, Liv Signe Navarsete, ministra de Transport i Comunicacions, va inaugurar el primer hangar d'Europa amb desglaç per infrarojos a l'aeroport d'Oslo. L'hangar seria un complet als elements de desglaç normals a la temporada d'hivern.

## Emplaçament
La ubicació de l'aeroport a Gardermoen va provocar nombroses crítiques. Alguns van al·legar que està molt lluny d'Oslo i que necessitaria un costós tren d'alta velocitat. Altres queixes anaven encaminades a l'impacte mediambiental de la zona en descobrir-se una gran conca aqüífera subterrània a la zona de construcció, i que el mal temps de la zona podia provocar accidents.

### Qüestionant la climatologia
Les dades meteorològiques, que recomanaven que el nou aeroport fos construït a Gardermoen en lloc de a Hurum, van ser qüestionades per l'enginyer civil Jan Fredrik Wiborg. Ell va denunciar que la informació havia estat falsificada i que el parlament havia estat enganyat deliberadament pel govern. Wiborg va morir el 21 de juny de 1994 després de precipitar-se des de la finestra d'un hotel a Copenhaguen, i els documents crucials del cas van desaparèixer. Les circumstàncies sobre la seva mort mai han estat aclarides. Els reporters del periòdic Aftenposten van ser guardonats amb el prestigiós SKUP prize el 1999 per la recerca del cas. Durant l'any 2000 el comitè constitucional del parlament va efectuar una escolta pública perquè qualsevol que tingués documents del joc brut a la planificació de la ubicació del nou aeroport, els presentés. Es va publicar un informe oficial el 2001.

### Problemes de boira i desglaç
Des de la seva obertura, Gardermoen ha tingut bastants problemes amb la boira i la pluja gelant, provocant el tancament total de l'aeroport en moments puntuals. És complicat evitar la boira a Noruega, i l'antic aeroport de Fornebu, així com la localització alternativa de l'aeroport, Hurum, també estaven marcats per abundants bancs de boira. La pluja gelant, segons els estudis, es presenta a l'aeroport unes tres vegades al mes durant l'hivern a l'aeroport de Gardermoen, d'acord amb les dades meteorològiques recollides des de la dècada dels 50. L'ús de fluids anti-congelants és limitat des que es va descobrir que sota l'aeroport es troba un dels majors aqüífers de Noruega, el delta Trandum. El gener de 2006 es va inaugurar un sistema de desglaç d'Infratek, que utilitzava la calor infraroja com a mitjà de desglaç. S'esperava que aquest mètode reduís l'ús de anti-congelants químics en un 90 %, però al febrer de 2007 la tècnica va demostrar ser ineficaç.

### Incident per gel el 14 de desembre de 1998
En el matí del 14 de desembre de 1998, una combinació de boira freda i pluja gelant van causar algunes gelades a Gardermoen. Almenys vint motors van resultar danyats pel gel durant l'enlairament, i cinc avions van necessitar efectuar un aterratge d'emergència en estar amb un sol motor actiu. Un problema similar va ocórrer a l'Aeroport Internacional de Denver el 31 d'octubre de 2002.

## Instal·lacions
L'aeroport cobreix una superfície de 13 km² i està inspirat en el disseny de l'aeroport d'Atlanta, amb dues pistes paral·leles i una única terminal amb dues zones d'embarcament alineades. L'aviació no comercial i general no opera a l'aeroport d'Oslo; sinó que en lloc seu s'utilitzen els aeroports de Kjeller, Rakkestad i Tønsberg-Jarlsberg. Es troba a 35 km al nord-est del centre de la ciutat.

### Duty free
Gardermoen té la botiga lliure d'impostos més gran d'Europa, a causa que Noruega no és membre de la UE, i ha de vendre els seus productes lliures de càrrecs a totes les seves destinacions internacionals. Des del 2006, també els passatgers que arriben poden comprar productes sense impostos en una botiga especial localitzada a la zona de reclamació d'equipatges.

### Hotel de l'aeroport
Els exteriors de l'aeroport tenen també l'hotel Radisson SAS Airport, un edifici de set plantes amb unes 500 habitacions, la qual cosa el converteix en el segon hotel més gran de Noruega. Es pot arribar a l'hotel caminant, ja que des de la sala d'arribades hi ha uns 150 metres aproximadament. Disposa a més de sales de congressos i 60 sales de conferències, la més gran de les quals pot acomodar unes 1000 persones. L'hotel va ser inaugurat poc després que l'aeroport fos ampliat el 2006 per cobrir l'increment de la demanda d'habitacions i sales de conferències.

## Plans de futur
A causa del ràpid creixement de passatgers, l'aeroport ha excedit ja el seu límit de capacitat inicial de 17 milions de passatgers a l'any i va aconseguir la xifra crítica de 20 milions de passatgers poc abans del 2010.
Hi ha plans per incrementar la superfície de terminals amb la construcció d'una nova terminal 2 situada a 500 metres al nord de la terminal actual, que estarien connectades amb un passadís subterrani. La T2 podria atendre a uns vuit avions. Aquesta idea ja s'havia previst fins i tot abans d'inaugurar l'aeroport, ja que es va incloure en el pla director de l'aeroport. També començarà el 2009 una ampliació en l'actual terminal que s'espera que estigui conclosa en les mateixes dates que la T2, que permetria atendre a 10 avions addicionals.Aquesta ampliació també inclourà una ampliació de les zones de facturació.
El govern va discutir sobre la possibilitat de construir una tercera pista en el futur, però no es conclouria abans del 2030. Encara que les estimacions d'Avinor mostren que la pista serà necessària el 2030, les veus crítiques diuen que molts dels grans aeroports, com l'aeroport de Londres-Heathrow, només tenen dues pistes. Fins i tot la ministra noruega de transport, Liv Signe Navarsete, va dir que repartir el trànsit entre més d'un aeroport suposa múltiples inconvenients als passatgers i un augment massiu de les necessitats de transport terrestre inter-aeroportuari, no obstant això ella va sostenir la seva oposició a la tercera pista.

## Transport terrestre
Situat a uns 50 km del centre de la ciutat, l'aeroport d'Oslo ofereix un bon nombre de serveis de transport terrestre. L'aeroport té l'ocupació més gran dels transports intermodals de passatgers del món amb un 60% d'ocupació.

### Transport ferroviari

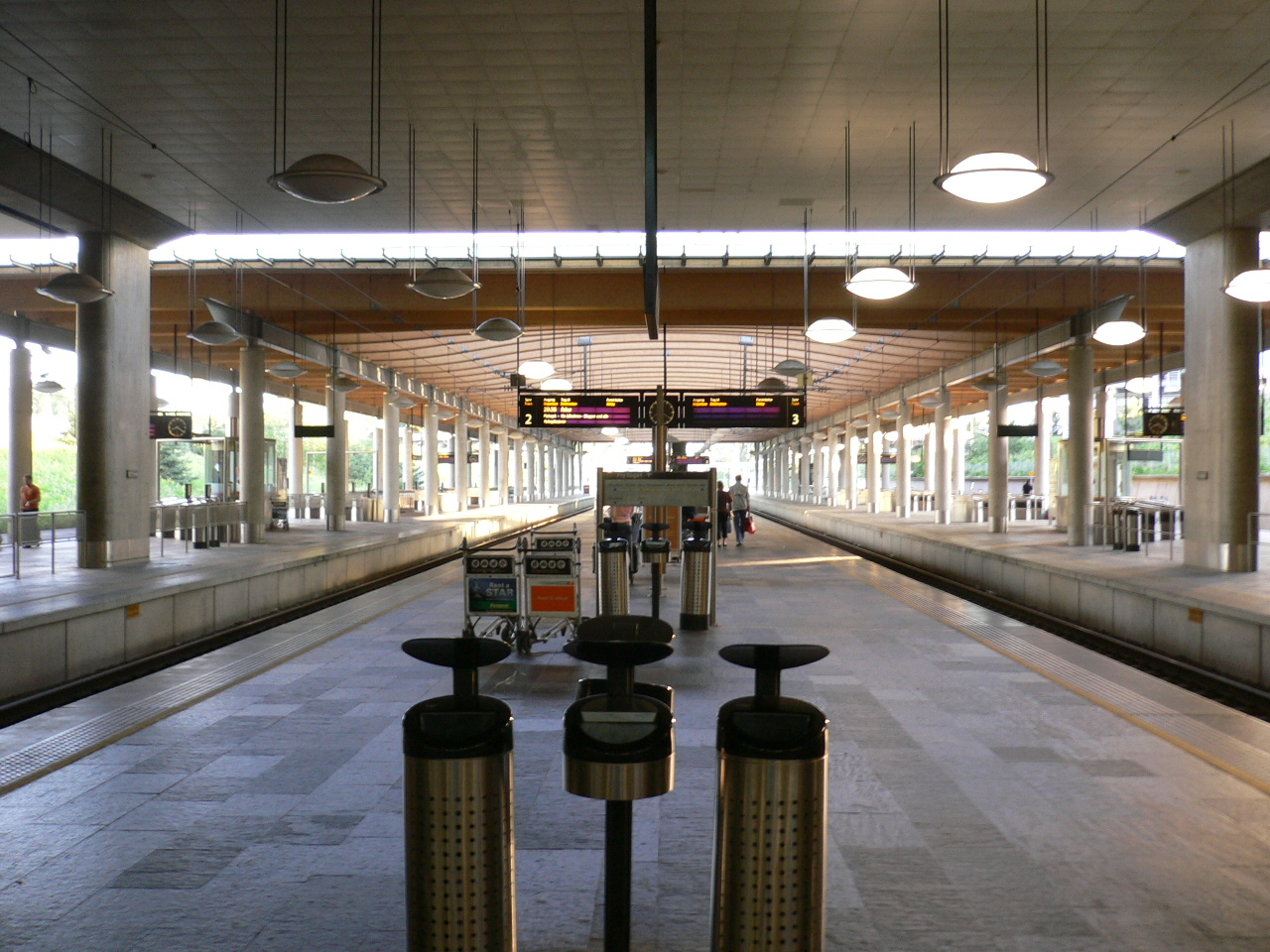
Plataforma del tren exprés a l'aeroport.

Amb la construcció de l'aeroport es va decidir construir un tren d'alta velocitat. La Gardermobanen es va inaugurar el mateix dia que l'aeroport, i accedeix a l'aeroport per un túnel pa la part inferior de les seves instal·lacions. L'estació de ferrocarril es va construir dins de la terminal de l'aeroport. El principal operador és el tren exprés de l'aeroport que acaba a l'estació central d'Oslo en 19 minuts, sis vegades cada hora, amb tres d'elles que continuen fins a Asker i Drammen El tren exprés de l'aeroport té un pes del 34% del transport terrestre.
Norges Statsbaner (NSB) també opera des de l'aeroport, amb un servei de connexió de tren a Eidsvoll i Kongsberg i un servei de llarg recorregut al nord cap a Oppland i Hedmark i al sud a Vestfold. Tots dos passen per Oslo, i l'últim d'ells passa també per l'aeroport de Sandefjord-Torp. Hi ha també cinc trens exprés a Trondheim que tenen parada a l'aeroport. NSB té el 7% del mercat.

### Bus
Els autobusos exprés de l'aeroport d'Oslo té serveis amb l'aeroport des d'Oslo, Fredrikstad, Ski i Gjøvik. A més, molts dels autobusos des d'altres punts de Noruega tenen parada a l'aeroport. El principal transportista local, Ruter, efectua un bon nombre de trajectes a Gardermoen des de llocs propers. Els autobusos tenen el 18% del mercat.

### Carretera
L'aeroport es troba just al final de la ruta europea E6. Hi ha 11.400 places d'aparcament a l'aeroport, així com parades de taxi i mostradors de lloguer de vehicles. El marge de mercat de vehicles privats és del 18%, per deixar o recollir a algú és del 12%, els taxis el 2% i els vehicles de lloguer el 6%.

## Aerolínies i destinacions
| Aerolínies                                        | Destinacions | Terminal / Sala |
| ------------------------------------------------- | --- | --------------- |
| Aegean Airlines                                   | Atenes Xàrter, estacional: Khània | 2               |
| Aeroflot                                          | Moscou-Xeremètievo | 3               |
| Air Cairo                                         | Xàrter, estacional: Xarm el-Xeikh | 3               |
| Air France operat por HOP!                        | París-Charles de Gaulle | 2               |
| Air Méditerranée                                  | Estacional: Marsella, París-Charles de Gaulle, Lió | 2               |
| Air Norway operat por North Flying                | Fagernes, Ørland | 1               |
| Air Norway operat por North Flying                | Aalborg | 2               |
| airBaltic                                         | Riga | 2               |
| Arkia Israel Airlines                             | Estacional: Tel-Aviv-Ben Gurion | 3               |
| Austrian Airlines operat per Tyrolean Airways     | Viena Estacional, hivern: Innsbruck | 2               |
| BMI Regional                                      | Aberdeen | 3               |
| British Airways                                   | Londres-Heathrow | 3               |
| British Airways operat per Sun Air of Scandinavia | Aalborg, Aarhus, Billund | 2               |
| Brussels Airlines                                 | Brussel·les | 2               |
| Corendon Airlines                                 | Xàrter: Antalya | 2               |
| CSA Czech Airlines                                | Estacional: Billund, Praga | 2               |
| Danish Air Transport                              | Røros, Stord | 1               |
| Emirates                                          | Dubai | 3               |
| Finnair                                           | Hèlsinki | 2               |
| Flybe                                             | Birmingham | 3               |
| Freebird Airlines                                 | Xàrter: Antalya | 3               |
| Germanwings operat por Eurowings                  | Hamburg | 2               |
| Iberia Express                                    | Madrid | 3               |
| Icelandair                                        | Reykjavik-Keflavík | 2               |
| Jet Time                                          | Xàrter, estacional: Bodrum, Burgas, Catània, Khània, Dalaman, Esmirna, Corfú, Làrnaca, Palma | 2               |
| KLM                                               | Amsterdam-Schiphol | 2               |
| Korean Air                                        | Xàrter, estacional: Seül-Incheon | 3               |
| Lufthansa                                         | Frankfurt, Múnic | 2               |
| Lufthansa Regional operat por Lufthansa CityLine  | Múnic | 2               |
| Nextjet                                           | Växjö | 2               |
| Nordica                                           | Tallinn | 2               |
| Norwegian Air Shuttle                             | Ålesund, Alta, Andøya, Bardufoss, Bergen, Bodø, Harstad/Narvik, Haugesund, Kirkenes, Kristiansand, Lakselv, Molde, Stavanger, Tromsø, Trondheim | 1               |
| Norwegian Air Shuttle                             | Alacant, Amsterdam, Barcelona, Berlín-Schönefeld, Billund, Bratislava, Budapest, Copenhaguen, Gdańsk, Ginebra, Gran Canària, Hamburg, Hèlsinki, Cracòvia, Madrid, Màlaga, Milà-Malpensa, Múnic, Niça, Palanga, París-Orly, Poznań, Praga, Reykjavík-Keflavik, Riga, Roma-Fiumicino, Sant Petersburg, Estocolm-Arlanda, Szczecin, Tallinn, Viena, Vílnius, Varsòvia Estacional, estiu: Ajaccio, Atenes, Bilbao, Burdeus, Burgàs, Catània, Khània, Dubrovnik, Faro, Heraklion, Eivissa, Cefalònia, Làrnaca, Lefkas, Lisboa, Malta, Menorca, Múrcia, Olbia, Palma, Pisa, Pristina, Pula, Rijeka, Santorini, Sarajevo, Split, Tivat, Varna, Venècia-Marco Polo, Visby Estacional, hinvern: Fuerteventura, Madeira, Lanzarote, Salzburg, Tenerife Sud | 2               |
| Norwegian Air Shuttle                             | Antalya, Bangkok-Suvarnabhumi, Belgrad, Boston, Dubai, Dublín, Edimburg, Fort Lauderdale, Istanbul-Sabiha Gökçen, Londres-Gatwick, Longyearbyen, Manchester, Marràqueix, Nova York-JFK, Orlando Estacional: Agadir, Dalaman, Los Angeles, Oakland | 3               |
| Novair                                            | Xàrter: Burgàs, Khània, Fuerteventura, Goa, Gran Canària, Cefalònia, Làrnaca, Preveza, Rodes, Santorí, Sharm el-Sheikh, Zakynthos | 2               |
| Novair                                            | Xàrter: Xarm el-Xeikh | 3               |
| Onur Air                                          | Bodrum, Dalaman | 3               |
| Pakistan Airlines                                 | Islamabad, Lahore | 3               |
| Pegasus Airlines                                  | Istanbul-Sabiha Gökçen | 3               |
| Primera Air                                       | Estacional: Funchal, Gran Canària, Reykjavík-Keflavík, Tenerife Sud | 2               |
| Qatar Airways                                     | Doha | 3               |
| SunExpress                                        | Antalya, Esmirna | 3               |
| Swiss International Air Lines                     | Ginebra, Zuric | 2               |
| TAP Portugal                                      | Lisboa | 2               |
| Thai Airways                                      | Bangkok-Suvarnabhumi | 3               |
| Thomas Cook Airlines Scandinavia                  | Xàrter: Banjul, Cancun, Krabi, Phuket, Xarm el-Xeikh | 3               |
| Thomson Airways                                   | Xàrter: Cancun, Phuket | 3               |
| Travel Service Airlines                           | Xàrter: Gran Canària | 2               |
| TUIfly Nordic                                     | Xàrter: Burgàs, Gran Canària, Làrnaca, Rodes, Samos | 2               |
| TUIfly Nordic                                     | Xàrter: Illa de Margarita, Phuket | 3               |
| Turkish Airlines                                  | Istanbul-Atatürk | 3               |
| United Airlines                                   | Newark | 3               |
| Vueling                                           | Barcelona - el Prat | 2               |
| Widerøe                                           | Brønnøysund, Florø, Førde, Røros, Sandane, Sandnessjøen, Sogndal, Ørsta/Volda | 1               |
| Widerøe                                           | Göteborg-Landvetter Estacional: Visby | 2               |

## Galeria

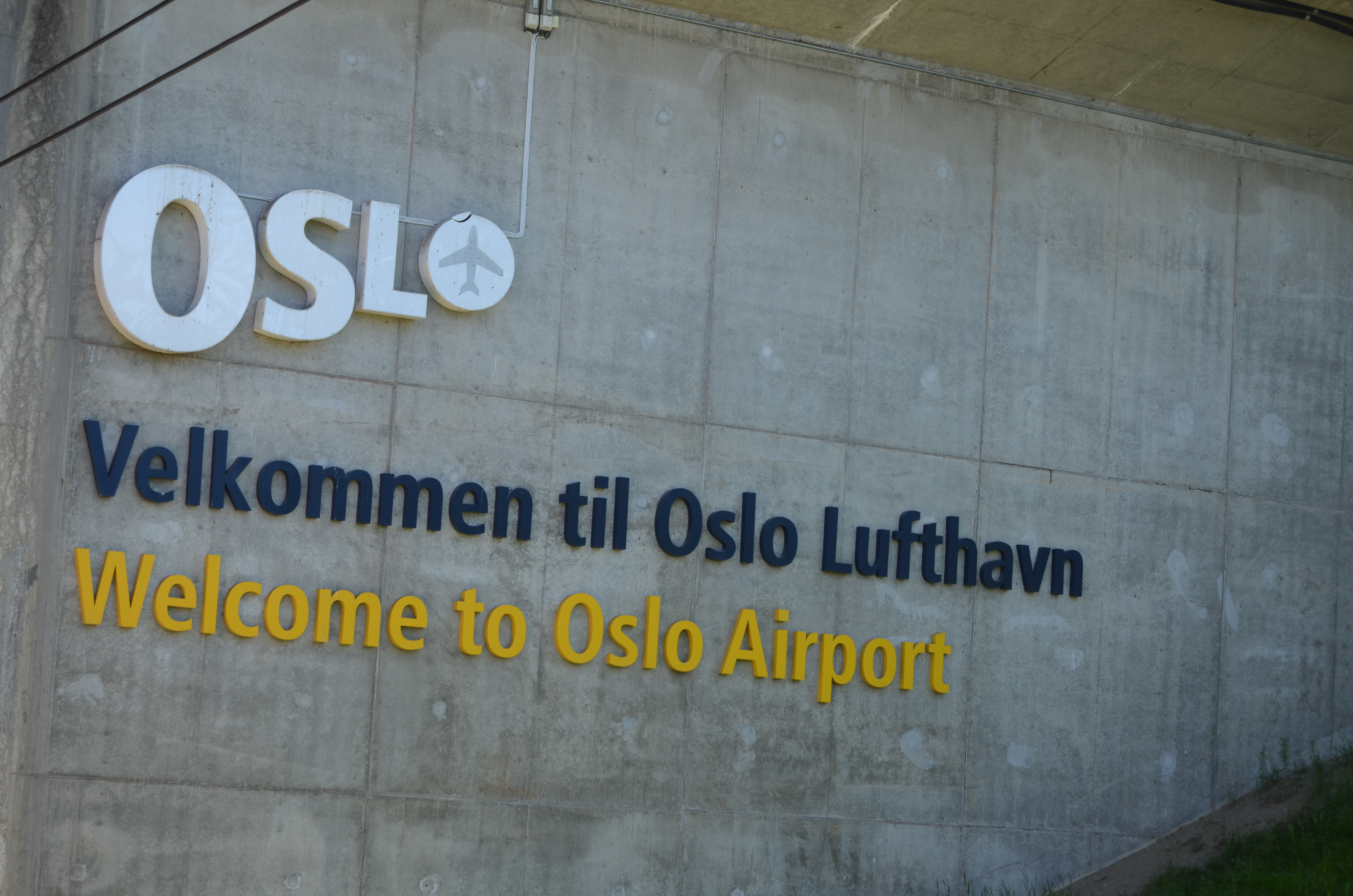
Cartell de benvinguda a l'aeroport
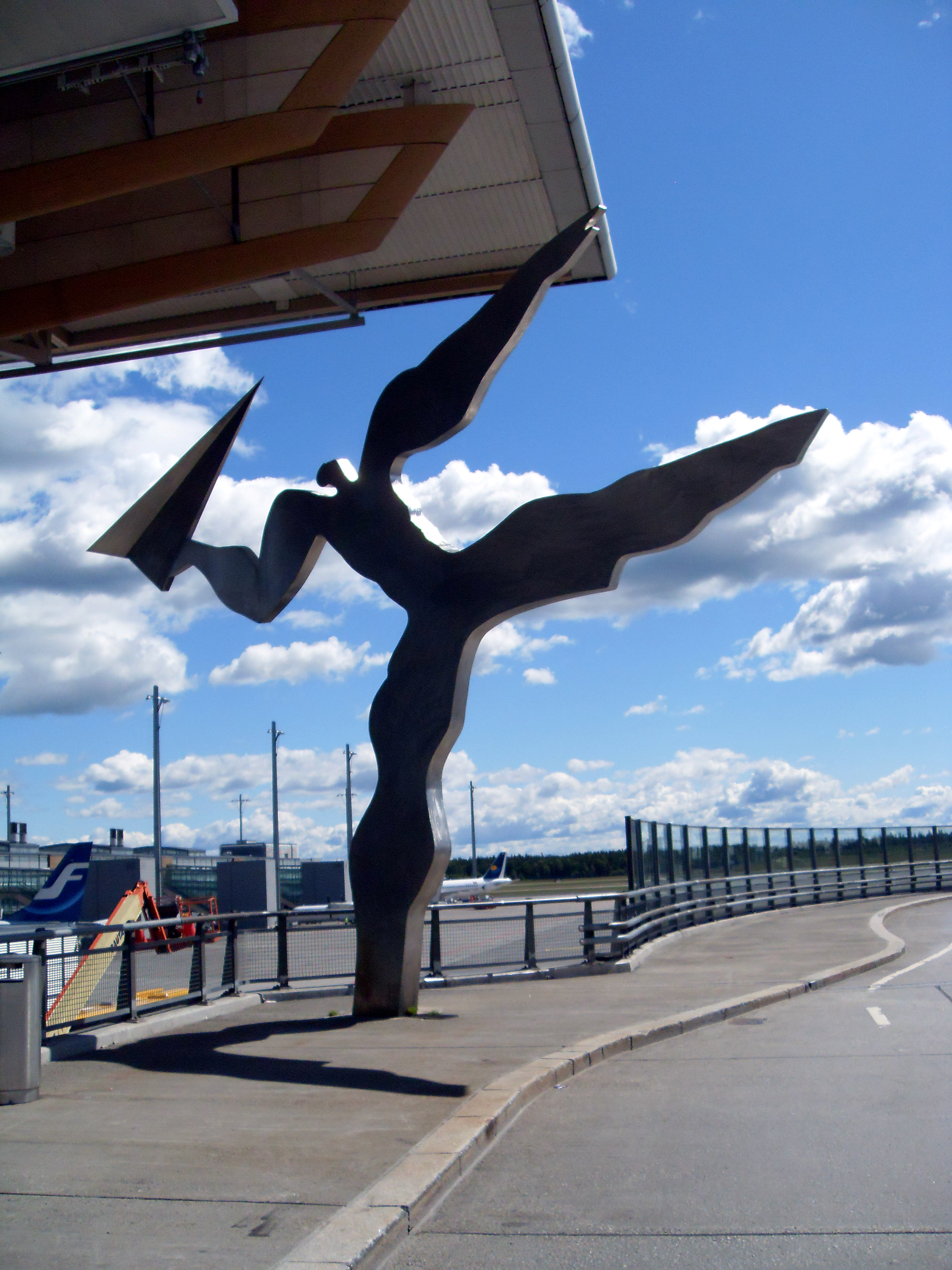
Monument en l'aeroport d'Oslo
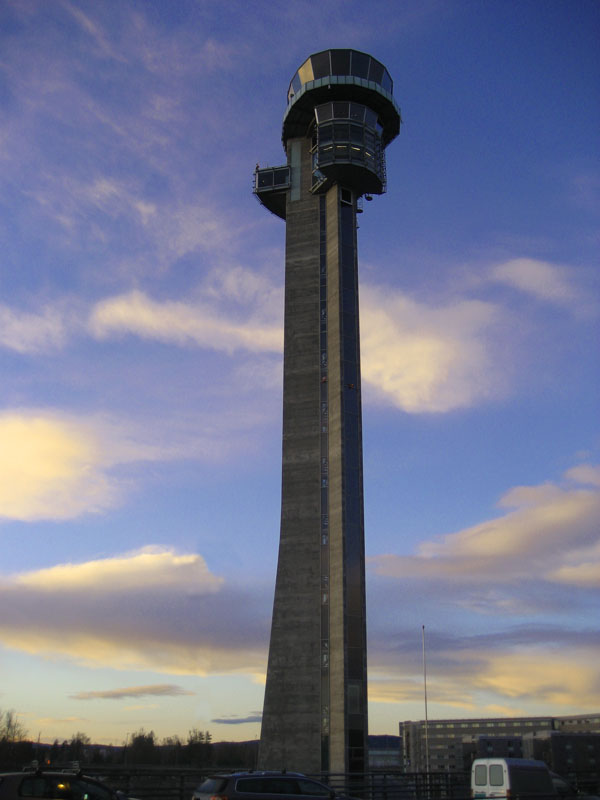
Torre de control, de 91 metres d'altura
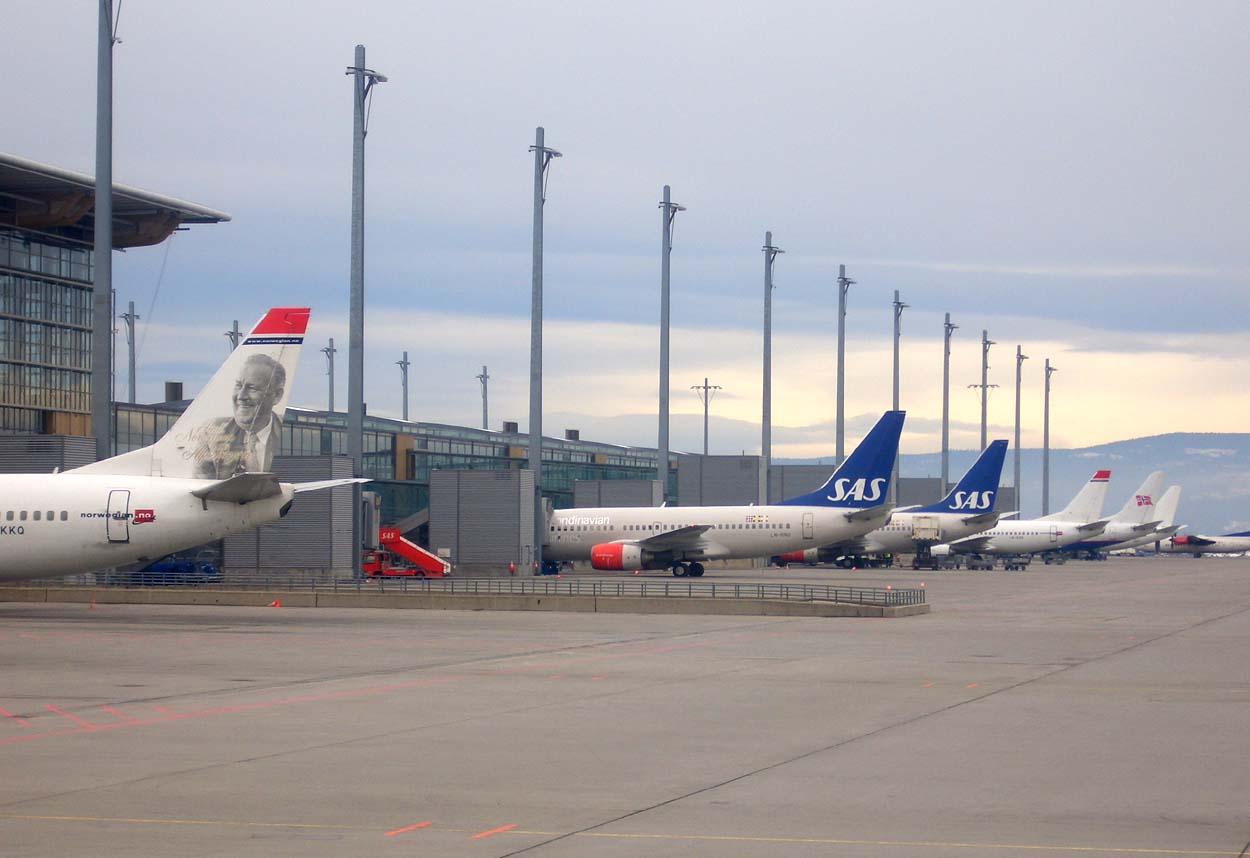
Avions de Norwegian i SAS amb les libreas noves i antigues en Gardermoen